# Eurobowl XXXI
Der Eurobowl XXXI war das Endspiel der vierten Saison der Big6 European Football League. Es fand am 10. Juni 2017 in Frankfurt am Main, im Frankfurter Volksbank Stadion, statt. Als Ergebnis der Big6 Saison 2017 wurde es zwischen den heimischen Frankfurt Universe und den New Yorker Lions aus Braunschweig ausgetragen. Damit wurde das Finale zum dritten Mal seit der Einführung der Big 6 zwischen zwei deutschen Mannschaften ausgespielt.
Von Spielbeginn an dominierten die New Yorker Lions das Spiel und führten zur Halbzeit bereits mit 48:7. An diesem Abstand konnte Frankfurt Universe bis zum Spielende nichts mehr ändern. 55:14 hieß es am Ende für die Braunschweiger, die damit den Tittel zum dritten Mal in Folge errangen.

## Scoreboard
|                                     |                                   |  | Eurobowl XXXI    |                           |                    |  |                                    |
|                                     | Frankfurt 10. Juni 2017 19:00 Uhr |  | New Yorker Lions | \| \| 55 : 14 \| \| \| \| | Frankfurt Universe |  | Volksbank-Stadion Zuschauer: 7.694 |
| (21:0, 27:7, 7:0, 0:7) Spielbericht | Frankfurt 10. Juni 2017 19:00 Uhr |  | New Yorker Lions |                           | Frankfurt Universe |  | Volksbank-Stadion Zuschauer: 7.694 |
|                                     | 55 : 14                           |  |                  |                           |                    |  |                                    |
|                                     |                                   |  |                  |                           |                    |  |                                    |

### Spielverlauf
| New Yorker Lions | Frankfurt Universe | Spielzug                                                     |
| ---------------- | ------------------ | ------------------------------------------------------------ |
| 1. Quarter       |                    |                                                              |
| 7                | 0                  | 1yd TD-Lauf D. McCants (PAT T. Goebel)                       |
| 14               | 0                  | 69yd TD-Pass C. Therriault auf N. Römer (PAT T. Goebel)      |
| 21               | 0                  | 45yd TD-Pass C. Therriault auf N. Morris (PAT T. Goebel)     |
| 2. Quarter       |                    |                                                              |
| 28               | 0                  | 9yd TD-Pass C. Therriault auf N. Morris (PAT T. Goebel)      |
| 35               | 0                  | 23yd TD-Pass C. Therriault auf N. Morris (PAT T. Goebel)     |
| 35               | 7                  | 18yd TD-Pass J. Dixon auf G. Robinson (PAT R. Möll)          |
| 42               | 7                  | 36yd TD-Pass C. Therriault auf N. Morris (PAT T. Goebel)     |
| 48               | 7                  | 20yd Interception Return-TD durch T. Robinson (PAT geblockt) |
| 3. Quarter       |                    |                                                              |
| 55               | 7                  | 9yd TD-Pass C. Therriault auf N. Römer (PAT T. Goebel)       |
| 4. Quarter       |                    |                                                              |
| 55               | 14                 | 19yd TD-Pass S. Weishaupt auf D. Giron (PAT R. Möll)         |